# Stazione di Ishige
La stazione di Ishige (石下駅?, Ishige-eki) è una stazione ferroviaria di Jōsō, città della prefettura di Ibaraki e servita dalla linea Jōsō delle Ferrovie del Kantō.

## Linee
Ferrovie del Kantō
● Linea Jōsō

## Struttura
La stazione è dotata di due marciapiedi laterali con due binari passanti in superficie. Trovandosi su una sezione a binario singolo, presso questa stazione avvengono gli incroci fra i treni delle due direzioni.
| 1 | ■ Linea Jōsō | per Shimotsuma e Shimodate      |
| 2 | ■ Linea Jōsō | per Mitsukaido, Moriya e Toride |

## Stazioni adiacenti
| «             | Servizio   | »          |
| Linea Jōsō    | Linea Jōsō | Linea Jōsō |
| ------------- | ---------- | ---------- |
| Minami-Ishige | Locale     | Tamamura   |
| Mitsukaidō    | Rapido     | Shimotsuma |